# Få meg på, for faen!
Me Excita, Droga! (em norueguês: Få meg på, for faen!) é uma comédia pré-adolecente norueguesa lançado em 2011. O fime foi dirigido por Jannicke Systad Jacobsen. O filme é baseado em um romance de mesmo nome escrito por Olaug Nilssen. O filme é locado em Skoddeheimen, uma pequena cidade ficcional no oeste norueguês, O filme conta a história de Alma (Helene Bergsholm), uma adolescente de 15 anos de idade e seu despertar sexual.

## Elenco
- Helene Bergsholm como Alma
- Malin Bjørhovde como Sara
- Beate Støfring como Ingrid
- Matias Myren como Artur
- Lars Nordtveit Listau como Kjartan
- Henriette Steenstrup as a mãe de Alma
- Jon Bleiklie Devik como Sebjørn
- Julia Bache-Wiig como Maria
- Finn Tokvam como o professor de matemática
- Per Kjerstad como Stig (locutor)
- Julia Schacht Elisabeth (como Julia Elise Schacht)
- Arthur Berning como Terje

## Produção
A diretora Jannicke Systad Jacobsen disse que o romance era popular na Noruega e que ela "se relacionava com ele de uma forma filosófica e artística". Jacobsen disse que admirava como a história capturou a experiência da adolescente, em como pequenos incidentes se tornaram tão importantes. Grande parte do elenco vinheram de cidades que lembravam aquela da história, exigindo aulas de atuação para os atores mais novos. Muitos deles viram o roteiro pouco antes das filmagens, evitando uma abordagem altamente praticada.

## Lançamento
O filme foi apresentado no Festival de Cinema de Tribeca, no Festival de Cinema de Zúrich, e no Festival Internacional de Cinema de Estocolmo. Teve um lançamento maior na Noruega em agosto de 2011, com um bom desempenho nas bilheterias nacionais.
Nos EUA, foi lançado na cidade de Nova York em 30 de março de 2012. Foi lançado em DVD e Blu-ray no Reino Unido em 2013, com classificação indicativa de 15 anos.